# Good Morning Aman
Good Morning Aman è un film del 2009 diretto da Claudio Noce.

## Riconoscimenti
- Bari International Film Festival
  - 2010 - Premio migliore opera prima